# Parafia Świętego Krzyża w Płocku
Parafia pw. Świętego Krzyża w Płocku - rzymskokatolicka parafia należąca do dekanatu płockiego wschodniego, diecezji płockiej, metropolii warszawskiej. Erygowana 5 lipca 1991 przez biskupa Zygmunta Kamińskiego. Siedziba parafii mieści się na osiedlu Podolszyce Północ. 

## Historia
Parafia powstała z podziału parafii św. Wojciecha na Podolszycach Południowych oraz św. Jakuba w Imielnicy. Administratorem parafii został ks. Henryk Zagórowicz, który rozpoczął budowę kaplicy. 

## Duszpasterze

### Proboszczowie
- 1995–2009 - ks. kanonik Andrzej Zembrzuski
- 2009–2011 - ks. Janusz Zdunkiewicz
- 2011–2020 - ks. Grzegorz Dobrzeniecki
- 2020 - ks. Jacek Gołębiowski[1]

### Wikariusze
- 1995–2000 ks. Michał Gaszczyński
- 1995–2000 ks. Dariusz Multon
- 2000–2004 ks. Artur Bombiński
- 2000–2005 ks. Jacek Gołębiowski
- 2001–2005 ks. Marek Pszczółkowski
- 2004–2006 ks. Mirosław Borkowski
- 2005–2006 ks. Mariusz Przybysz
- 2005–2009 ks. Roman Zieliński
- 2006–2007 ks. Roman Murawski
- 2006–2009 ks. Dariusz Roliński
- 2007–2008 ks. Jerzy Zdunkiewicz
- 2008–2012 ks. Jarosław Tomaszewski
- 2009–2013 ks. Wojciech Nikodymczuk
- 2009–2010 ks. Paweł Waruszewski
- 2010–2012 ks. Dariusz Sielczak
- 2012–2013 ks. Robert Mazurowski
- 2013–2017 ks. Jacek Prusiński
- 2016–2017 ks. dr Michał Zadworny
- 2015–2019 ks. Stanisław Gurzkowski
- 2017–2020 ks. Krzysztof Załęski
- 2017–2020 ks. Jarosław Szumański
- 2019–2020 ks. Paweł Szymański
- 2020–2021 ks. Robert Bessert[2]
- 2020–2022 ks. dr Grzegorz Adamiak[2][3]
- 2020–2022 ks. Mateusz Kawczyński[2][4]
- od 2021 ks. Łukasz Arczyński[2]
- od 2022 ks. Tomasz Gerek[4][5]
- od 2022 ks. Dawid Witkowski[4]

## Obszar parafii

### Miejscowości i ulice
W granicach parafii znajdują się osiedla Podolszyce Północ i Zielony Jar. 

### Liczebność parafian
Obszar parafii zamieszkany jest przez około 15 tysięcy osób.

## Miejsca święte

### Kościół parafialny
Kościołem parafialnym jest tymczasowy Kościół pw. św. Krzyża.
Rozpoczęła się budowa nowej świątyni. Wieża, która ma powstać przy kościele, ma być najwyższą budowlą w mieście. Świątynia ma być wotum dziękczynnym za pontyfikat Jana Pawła II. 

## Działalność parafialna

### Nawiedzenie ikon Światowych Dni Młodzieży
28 czerwca 2009 kościół św. Krzyża, jako jedyny w Płocku, dostąpił zaszczytu wizyty ikon Światowych Dni Młodzieży, które są darem Jana Pawła II - Krzyża i obrazu Matki Bożej.